# Vice-premier ministre de l'Île-du-Prince-Édouard
Le vice-premier ministre de l'Île-du-Prince-Édouard est le numéro 2 du gouvernement de l'Île-du-Prince-Édouard, poste occupé pour la première fois le 13 janvier 2010. Il seconde le premier ministre dans ses fonctions et est chargé généralement d'un autre ministère, il succède au premier ministre en cas de décès, démission, criminel, incapacité ou impeachment et si une femme a été élu gouvernement il y a aussi en cas qu'elle est enceinte pour l'absence de ce dernier.
Depuis 2023, le vice-premier ministre de l'Île-du-Prince-Édouard est Bloyce Thompson.
| Années | Années                        | Vice-premier ministre | Premier ministre      | Parti politique           |
| ------ | ----------------------------- | --------------------- | --------------------- | ------------------------- |
|        | 13 janvier 2010 - 20 mai 2015 | George Webster        | Robert Ghiz           | Libéral                   |
|        | 13 janvier 2010 - 20 mai 2015 | George Webster        | Wade MacLauchlan      | Libéral                   |
|        | 9 mai 2019 - 3 avril 2023     | Darlene Compton       | Dennis King           | Progressiste-conservateur |
|        | 14 avril 2023 - en cours      | Bloyce Thompson       | Dennis King Rob Lantz | Progressiste-conservateur |